# 神川正彦
神川 正彦（かみかわ まさひこ、1929年11月5日 - 2009年3月13日）は、日本の哲学者、比較文明学者、國學院大學名誉教授、元神奈川大学教授。

## 生涯
東京帝国大学教授神川彦松と日商社長下坂藤太郎の長女美知子の三男として鎌倉に生まれる。1948年旧制鎌倉中学（現:鎌倉学園高等学校）卒業。1953年東京大学文学部哲学科卒業。1958年東京大学大学院人文科学研究科哲学科博士課程満期退学。1973年、「歴史における言葉と論理」で文学博士。神奈川大学助教授、教授。1976年、國學院大学教授、退任後名誉教授。日本価値観変動研究センター所長。妻は作家の神川十浄（カミカワトキヨ）。

## 著書
- 哲学のポエティカ 理想社 1965 (人生論ブックス)
- 歴史における言葉と論理 歴史哲学基礎論 勁草書房 1970-71 (哲学思想叢書)
- 比較文明の方法 新しい知のパラダイムを求めて 刀水書房 1995.10 (刀水歴史全書)
- 価値の構図とことば 価値哲学基礎論 勁草書房 2000.1
- 比較文明文化への道 日本文明の多元性 刀水書房 2005.8

## 共編
- 哲学 問いへのアプローチ 勁草書房 1984.3
- 比較文明の理論と方法 川窪啓資共編 朝倉書店 1999.2 (講座比較文明)

## 翻訳
- 歴史の哲学 ウィリアム・H.ドレイ 培風館 1968 (哲学の世界)